# Зеленський Вадим Леонідович
Вади́м Леоні́дович Зеле́нський — український військовий та державний діяч, заступник начальника департаменту Патрульної поліції України, у минулому — офіцер Збройних сил України, 79-та Миколаївська повітрянодесантна бригада.

## Бойовий шлях
З березня 2014 року, по анексії Росією Криму — у складі бригади десантники зводили блокпости на Чонгарі, в Скадовському та Чаплинському районах. 
На схід України з бригадою прибув у травні 2014 року. Майже півтора місяця перебували в оточенні біля Мар'їнки. Для виходу з «вогняного мішка» сержанта Сергія Мудрого призначено командиром розвідки. Загін усю ніч рухався, вранці наштовхнувся на засаду, вогонь вів БТР під російським прапором. Розвідники викликали вогонь на себе, за 10 хвилин відкрили вогонь українські артилеристи, вояки укрилися від осколків на цвинтарі. Розвідка ярами потім дісталася до понтонної переправи. Отримавши дані, бійці 2-ї роти капітана Вадима Зеленського вийшли з оточення, перебравшись на другий бік річки.
В липні 2015 року залишів армію і пішов служити до новоствореної Патрульної поліції України. Нині займає посаду заступника начальника департаменту.

## Нагороди
За особисту мужність і героїзм, виявлені у захисті державного суверенітету та територіальної цілісності України, вірність військовій присязі під час російсько-української війни нагороджений
- орденом Богдана Хмельницького ІІІ ступеня (21.8.2014),
- орденом «За мужність» III ступеня (27.11.2014).
- орденом «За мужність» ІІ ступеня (28.09.2023).